# Re dei Venedi
Il titolo di Re dei Venedi (tradotto anche come Re dei Vendi) indica sovranità, o pretesa di sovranità, sui territori slavi delle coste meridionali del Mar Baltico, quali Meclemburgo, Holstein e Pomerania, e fu portato dal XII secolo al 1972 dai re di Danimarca e dal 1540 circa al 1973 dai re di Svezia.
L'interpretazione generalmente accettata è che il termine si riferisca ai Venedi, un popolo slavo che viveva presso le rive meridionali del Mar Baltico, anche se questa interpretazione è complicata dall'esistenza dei Vendi, una tribù situata tra i Finni e i Venedi dalle origini quasi sconosciute. Questo titolo ha anche una spiegazione “poetica” secondo cui sarebbe dovuto al dominio sull'antico popolo dei Vandali (vandalorum rex), ma questa ipotesi data solo dal XVI secolo. Una interpretazione recente, non molto accreditata in ambito accademico, è stata fatta su Vend come parte del successivo titolo dei re di Svezia (tre regni: re degli Svear, Götar e Vends; Sveriges, Götes och Vendes Konung) indicasse la Finlandia, essendo la forma presumibilmente simile a Vinland. Similmente l'Österland — il nome medievale per la parte finlandese del regno di Svezia — era stata la terza parte del regno. In ogni caso, solamente cinquanta anni dopo l'adozione del titolo di “re dei Venedi” i sovrani svedesi si diedero il titolo di grande principe di Finlandia.
I re di Danimarca portarono questo titolo per otto secoli, dopo che esso fu adottato per la prima volta dal re Canuto VI (che regnò dal 1182 al 1202), che conquistò le terre dei Venedi in Pomerania e Meclemburgo. Nelle lingua germaniche il nome fu Vendi, e nei documenti medievali il nome latino fu sclavorum rex, "re delle genti slave nordiche". Nel XVI secolo il latino sclavorum fu sostituito con vandalorum anche dai re danesi, per mostrare la nuova idea “poetica”. I re danesi continuarono ad usare il titolo per i successivi settecento anni fino al 1972, quando la regina Margherita II salì al trono; ella volle abbandonare l'uso di tutti i titolo eccetto quello di re di Danimarca, che è l'attuale denominazione corretta.
Quando la Svezia abbandonò definitivamente l'Unione di Kalmar che comprendeva, oltre essa, i regni di Norvegia e Danimarca, le tensioni tra i due regni furono accese e ciò venne mostrato sui simboli regali come bandiere, stemmi e titoli. Gustavo I di Svezia adottò nel 1540 circa il terzo “regno” tra i suoi titoli (che fino ad allora aveva incluso solo Svear e Goti): lui si assegnò il “Vandalorumque” rex, “Vendes” konung come terzo nome nella lista dei domini. Sveriges, Götes och Vendes konung fu usato nei documenti ufficiali sino alla proclamazione di Carlo XVI Gustavo di Svezia nel 1973, che fu il primo regnante a proclamarsi ufficialmente ed esclusivamente Sveriges konung (“re di Svezia”).